# L–29 Delfín
L–29 Delfín (NATO-kódja: Maya) az Aero Vodochody vállalat által kifejlesztett és gyártott csehszlovák sugárhajtású kiképző repülőgép. Az 1960-as éveken a Varsói Szerződés alapvető kiképző repülőgépe volt. Az 1970-es évektől az L–39 Albatros váltotta fel.

## Műszaki adatok

### Geometriai méretek és tömegadatok
- Fesztávolság: 10,29 m
- Hossz: 10,81 m
- Magasság: 3,13 m
- Szárnyfelület: 19,80 m²
- Üres tömeg: 2280 kg
- Maximális felszálló tömeg: 3540 kg

### Hajtómű
- Hajtóművek száma: 1 db

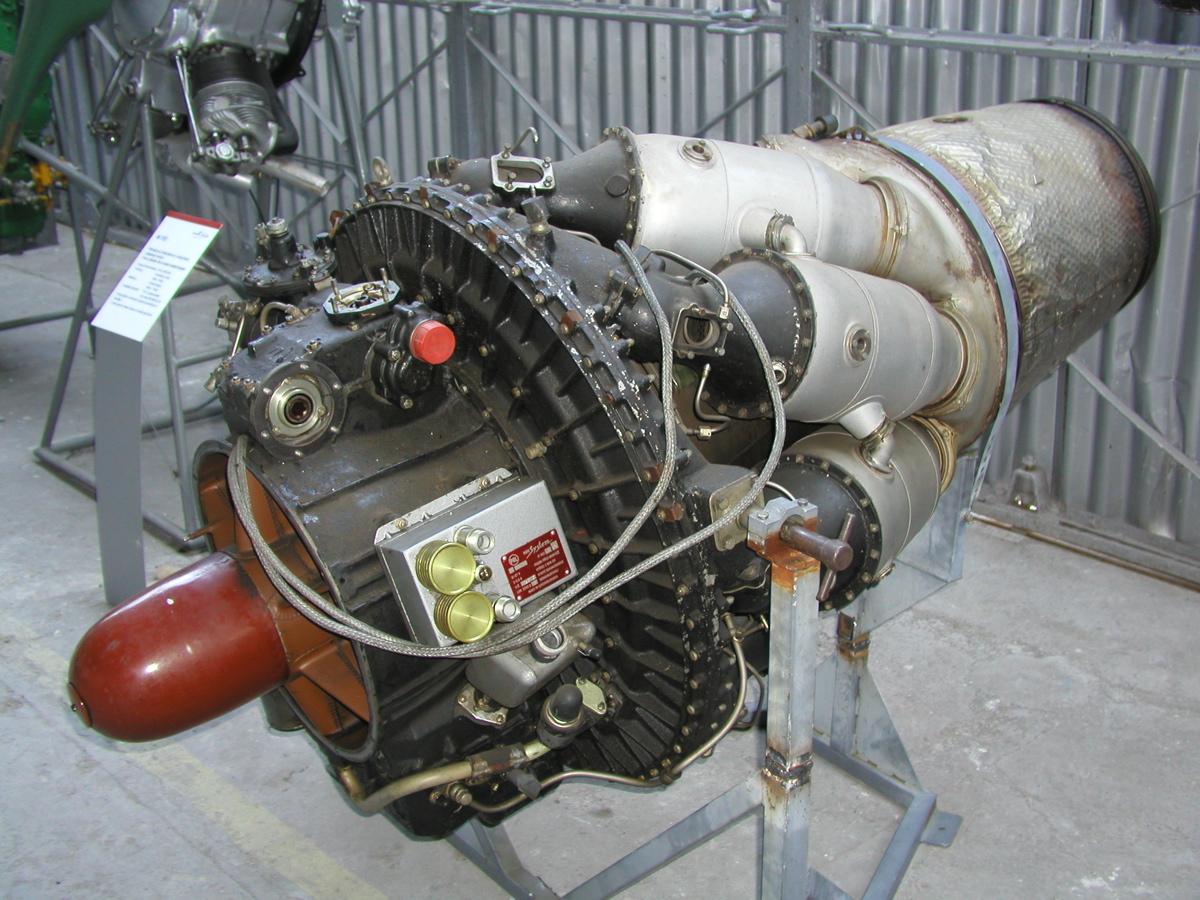
A repülőgép M701 típusú gázturbinás sugárhajtóműve

- Típusa: Motorlet M701 gázturbinás sugárhajtómű
- Maximális tolóerő: 8,7 kN

### Repülési jellemzők
- Maximális sebesség: 655 km/h
- Emelkedőképesség: 14 m/s
- Hatótávolság: 900 km
- Szolgálati csúcsmagasság: 11 500 m
- Szárny felületi terhelése: 166 kg/m²
- Tolóerő–tömeg arány: 0,25

## Külső hivatkozások
- The Aero Vodochody Delfin & Albatros – Az Air Vectors típusismertetője